# Anton Prylepau
Anton Mijailavich Prylepau (en bielorruso: Антон Міхайлавіч Прылепаў, también transliterado como Anton Prilapov; Maguilov, URSS, 5 de febrero de 1984) es un deportista bielorruso que compite en tiro con arco, en la modalidad de arco recurvo.
Ganó tres medallas en el Campeonato Europeo de Tiro con Arco al Aire Libre, en los años 2006 y 2014. En los Juegos Europeos de Bakú 2015 consiguió una medalla de bronce en la prueba individual.

## Palmarés internacional
| Juegos Europeos                  | Juegos Europeos      | Juegos Europeos   | Juegos Europeos |
| Año                              | Lugar                | Medalla           | Prueba          |
| -------------------------------- | -------------------- | ----------------- | --------------- |
| 2015                             | Bakú (Azerbaiyán)    | Medalla de bronce | Individual      |
| Campeonato Europeo al Aire Libre |                      |                   |                 |
| Año                              | Lugar                | Medalla           | Prueba          |
| 2006                             | Atenas (Grecia)      | Medalla de oro    | Equipo          |
| 2014                             | Echmiadzin (Armenia) | Medalla de plata  | Individual      |
| 2014                             | Echmiadzin (Armenia) | Medalla de bronce | Equipo mixto    |